# Patrick Manning (roer)
Patrick Francis "Pat" Manning, Jr. (født 6. maj 1967 i Poughkeepsie, New York, USA) er en amerikansk tidligere roer.
Manning var en del af den amerikanske firer uden styrmand, der vandt sølv ved OL 1992 i Barcelona. Bådens øvrige besætning var Jeffrey McLaughlin, Doug Burden og Thomas Bohrer. Den amerikanske båd sikrede sølvmedaljen efter en finale, hvor Australien vandt guld, mens Slovenien fik bronze. Det var det eneste OL, Manning deltog i.
Manning vandt desuden en VM-sølvmedalje i firer uden styrmand i 1991.

## OL-medaljer
- 1992:  Sølv i firer uden styrmand